# Le Gros Journal
Ne doit pas être confondu avec Le Grand Journal.
Le Gros Journal est une émission de télévision française diffusée sur Canal+ du 5 septembre 2016 au 22 juin 2017  et présentée par Mouloud Achour.
Lancé le 5 septembre 2016 à 20 h 20 en clair, le magazine passe à 19 h en crypté le 19 septembre 2016 à la suite du passage du Grand Journal en clair en intégralité. À partir du 20 mars 2017, à la suite de l'arrêt du Grand Journal, il repasse en clair à 19 h 30 dans une nouvelle formule,.
Le 10 août 2017, Canal+ annonce l’arrêt de l’émission, remplacée dès le 10 septembre 2017 par Clique Dimanche, une émission hebdomadaire présentée également par Mouloud Achour, le dimanche à 14h25.